# Färöischer Volleyballpokal der Frauen
Der Färöische Volleyballpokal der Frauen ist der Pokalwettbewerb für Volleyball-Vereinsmannschaften. Im Gegensatz zur Meisterschaft, die 1969 erstmals ausgetragen wurde, wird dieser erst seit 2000 ausgespielt. Rekordsieger mit sieben Titeln ist Mjølnir Klaksvík.

## Modus
Bei der ersten Austragung wurde das Finale einmalig im Best-of-Three-Modus bestritten. Ein Spiel galt nach zwei Gewinnsätzen für eine Mannschaft als gewonnen, wobei die Gewinnsätze beim Erreichen von 21 Punkten entschieden wurden. Seit der zweiten Austragung treffen die Finalisten in einem einzigen Spiel aufeinander, Sieger ist die Mannschaft, welche zuerst drei Sätze beim Erreichen von 25 Punkten gewinnt. Bei einem Stand von 2:2 nach vier Sätzen genügen 15 Punkte im letzten Satz zum Gewinn des Pokals. Zudem müssen in jedem Satz mindestens zwei Punkte Vorsprung herausgespielt worden sein, damit die Siegbedingungen erfüllt sind, ansonsten wird solange weitergespielt, bis dies der Fall ist.
2023/24 wurde zunächst in zwei Gruppen à vier Mannschaften in einer Einfachrunde gespielt, darunter befanden sich die sieben Erstligisten sowie eine B-Mannschaft. Der Gruppenerste und -zweite qualifizierten sich für das Halbfinale, welches wie das Finale in einem Spiel entschieden wurde.

## Endspiele um den Pokal
| Jahr | Sieger           | Finalist         | Ergebnis |
| ---- | ---------------- | ---------------- | -------- |
| 2000 | Mjølnir Klaksvík | Dráttur Vágunum  | 2:0, 2:0 |
| 2001 | Mjølnir Klaksvík | Dráttur Vágunum  | 3:2      |
| 2002 | TB Tvøroyri      | Mjølnir Klaksvík | 3:1      |
| 2003 | TB Tvøroyri      | ÍF Fuglafjørður  | 3:1      |
| 2004 | TB Tvøroyri      | Dráttur Vágunum  | 3:1      |
| 2005 | Mjølnir Klaksvík | TB Tvøroyri      | 3:1      |
| 2006 | TB Tvøroyri      | ÍF Fuglafjørður  | 3:1      |
| 2007 | Dráttur Vágunum  | Kollafjarðar ÍF  | 3:2      |
| 2008 | ÍF Fuglafjørður  | SÍ Sørvágur      | 3:0      |
| 2009 | SÍ Sørvágur      | Fleyr Tórshavn   | 3:1      |
| 2010 | SÍ Sørvágur      | Dráttur Vágunum  | 3:2      |
| 2011 | Mjølnir Klaksvík | SÍ Sørvágur      | 3:2      |
| 2012 | Mjølnir Klaksvík | SÍ Sørvágur      | 3:1      |
| 2013 | Mjølnir Klaksvík | SÍ Sørvágur      | 3:1      |
| 2014 | Mjølnir Klaksvík | Fleyr Tórshavn   | 3:0      |
| 2015 | Dráttur Vágunum  | TB Tvøroyri      | 3:2      |
| 2016 | Fleyr Tórshavn   | SÍ Sørvágur      | 3:0      |
| 2017 | TB Tvøroyri      | Kollafjarðar ÍF  | 3:1      |
| 2018 | Fleyr Tórshavn   | Dráttur Vágunum  | 3:2      |
| 2019 | SÍ Sørvágur      | Fleyr Tórshavn   | 3:2      |
| 2020 | SÍ Sørvágur      | Mjølnir Klaksvík | 3:2      |
| 2021 | SÍ Sørvágur      | Dráttur Vágunum  | 3:2      |
| 2022 | Fleyr Tórshavn   | SÍ Sørvágur      | 3:1      |
| 2023 | SÍ Sørvágur      | Fleyr Tórshavn   | 3:0      |
| 2024 | Dráttur Vágunum  | Fleyr Tórshavn   | 3:2      |

## Siegerliste
| Titel | Mannschaft       | Saisons                                  |
| ----- | ---------------- | ---------------------------------------- |
| 07    | Mjølnir Klaksvík | 2000, 2001, 2005, 2011, 2012, 2013, 2014 |
| 06    | SÍ Sørvágur      | 2009, 2010, 2019, 2020, 2021, 2023       |
| 05    | TB Tvøroyri      | 2002, 2003, 2004, 2006, 2017             |
| 03    | Fleyr Tórshavn   | 2016, 2018, 2022                         |
| 03    | Dráttur Vágunum  | 2007, 2015, 2024                         |
| 01    | ÍF Fuglafjørður  | 2008                                     |

## Erwähnenswertes
- Mjølnir Klaksvík konnte den Pokal zwischen 2011 und 2014 als einzige Mannschaft viermal in Folge gewinnen.
- Dagegen stand SÍ Sørvágur zwischen 2008 und 2013 sechsmal in Folge im Finale, wovon zwei Spiele gewonnen wurden.
- Kollafjarðar ÍF ist mit zwei Teilnahmen der einzige Finalist, der den Pokal nie gewinnen konnte.